# Super Pac-Man
Super Pac-Man è un videogioco arcade pubblicato dalla Namco nel 1982, primo seguito ufficiale di Pac-Man, ma collocato come terzo episodio della serie dopo Ms. Pac-Man, che era stato pubblicato prima, ma non da Namco. Nonostante apportasse diverse innovazioni, non si avvicinò neppure al grande successo ottenuto da Ms. Pac-Man.
Super Pac-Man venne convertito per diversi sistemi domestici, tra cui Commodore 64 e MS-DOS, ma non tanto numerosi quanto le conversioni dei giochi precedenti della serie.

## Modalità di gioco

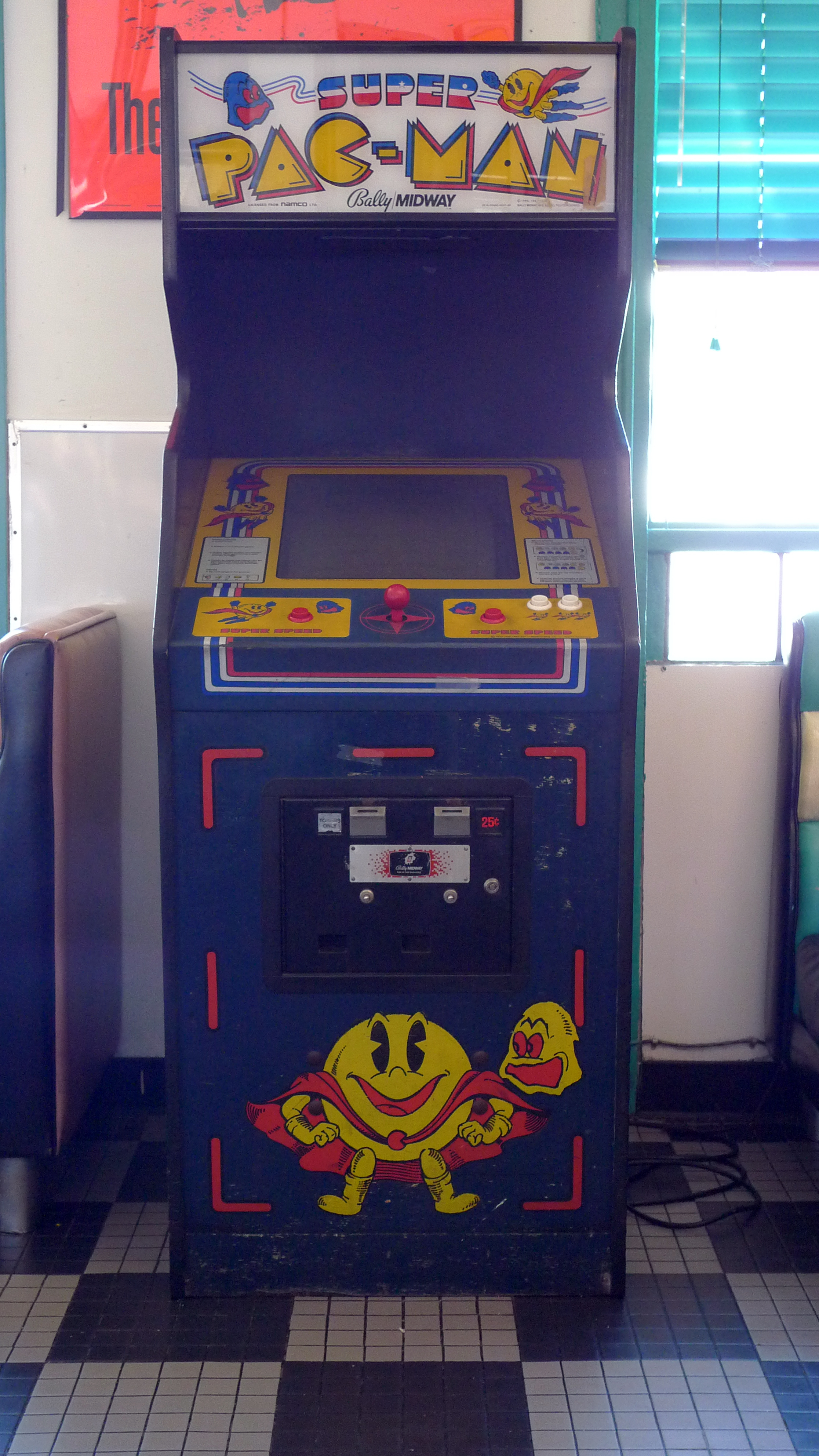
Il cabinato in versione americana della Midway

Come nel titolo originale, si controlla Pac-Man che può muoversi nelle quattro direzioni all'interno di un labirinto simmetrico a schermo fisso, ma il gameplay in questo terzo capitolo viene completamente rinnovato. Non ci sono più palline da mangiare ma chiavi. Le chiavi, una volta fagocitate, serviranno per sbloccare le zone del labirinto bloccate dalle porte rosa; ogni chiave sblocca una specifica porta appena viene presa. Lo scopo finale è quello di mangiare tutto il cibo presente nelle zone bloccate dell'arena di gioco, evitando gli stessi quattro fantasmi di Pac-Man.
In aggiunta ai classici power-up che permettono temporaneamente a Pac-Man di mangiare i fantasmi, in questo gioco ne è stato introdotto un nuovo tipo: due grandi palle verdi trasformeranno temporaneamente il semplice Pac-Man in "Super Pac-Man". In questo stato il giocatore raddoppia la sua grandezza, può aumentare la sua velocità tenendo premuto il pulsante, e può sfondare le porte senza bisogno di sbloccarle con le chiavi. Sempre nello stato "Super", il giocatore è immune agli attacchi dei fantasmi, ma non può tuttavia mangiarli senza l'aiuto del primo power-up. Al centro del labirinto può apparire una stella che è un bonus di solo punteggio.
A ogni livello cambia il tipo di cibo da raccogliere (più avanti ci sono anche oggetti non commestibili), mentre la forma del labirinto e la disposizione degli oggetti rimane la stessa. Periodicamente si accede a livelli bonus dove non ci sono fantasmi, ma si ha poco tempo per riuscire a mangiare tutto e ottenere punti extra. Dopo alcuni livelli ci sono anche le semplici scenette animate di intermezzo tipiche dei primi giochi della serie di Pac-Man.

## Conversioni
In Giappone Super Pac-Man venne pubblicato ufficialmente per i computer Sord M5, con il titolo Power Pac, e Casio PV-2000, con il titolo Mr. Packn.
Le conversioni per Atari 8-bit e Atari 5200, prodotte dalla Atari intorno al 1984, rimasero allo stadio di prototipo.
Nel 1988 venne pubblicato per Commodore 64 e MS-DOS dalla Thunder Mountain, etichetta economica appartenente alla statunitense Mindscape.
A partire dal 1996 venne incluso in molte raccolte della serie Namco Museum per piattaforme più moderne, come PlayStation e Wii.
Per Game Boy Color uscì solo nella raccolta Ms. Pac-Man: Special Color Edition del 1999 insieme a Ms. Pac-Man; la peculiarità di questa versione è la visuale ridotta a una porzione del labirinto alla volta, con scorrimento multidirezionale.
A metà degli anni 2000 venne compreso in diversi modelli delle console dedicate Namco Plug & Play.
Namco pubblicò una conversione per Windows Mobile nel 2007.
La statunitense Handmark pubblicò una conversione ufficiale per BlackBerry nel 2008, all'interno della linea Pac-Man Fever.